# Course militaire
La course militaire (en allemand : Waffenlauf) est une course de fond militaire qui a été très populaire en Suisse entre les années 1940 à 1980. 
Bien que les distances puissent varier, la course doit être effectuée en uniforme de combat militaire et en portant un équipement comprenant sac à dos et fusil militaire. 

## Histoire
La première course militaire a lieu en 1916, pendant la Première Guerre mondiale, et est organisée par le club de football du FC Zurich,. En 1934, la course militaire de Frauenfeld est créée, qui se court sur la distance du marathon, sur un parcours comprenant plusieurs kilomètres de chemins ainsi que 520 m de dénivelé positif. La Frauenfelder Militärwettmarsch est à ce jour considérée comme la plus prestigieuse des courses militaires. 
Des compétitions ont également lieu en Allemagne et en Autriche avant de disparaître.
Dans certains cas, les courses militaires comprennent également un concours de tir. Par exemple, lors de la course militaire de Berne (courue entre 1949 et 1959 sur 30 kilomètres), les coureurs peuvent déduire 12 minutes de leur temps de course s'ils touchent la cible trois fois.
Un championnat national avec classement par points sur plusieurs courses a lieu en Suisse. Organisé de 1967 à 2006 par l'Interessengemeinschaft Waffenlauf Schweiz, puis par la Waffenlauf-Verein Schweiz à partir de 2008. Les femmes sont admises à courir à partir de 1986. 
Au cours des années 2000, de nombreuses courses militaires ont été abolies, et d'autres ont été créées. Dans de nombreux cas, les organisateurs sont contraints d'organiser une compétition parallèle de course à pied non militaire afin de maintenir la faisabilité de l'épreuve en raison du nombre décroissant de participants,. 
En 2019, dix courses militaires ont lieu, avec des distances allant de 10 à 42 kilomètres. 

## Règlement
À titre d'exemple, les règles de la Frauenfelder Militärwettmarsch (version de 2012): 
- Vêtements: les participants doivent porter un uniforme militaire suisse (veste et pantalon). Les membres des forces armées étrangères doivent se présenter sous leur propre uniforme. Les participants civils peuvent emprunter un uniforme. La veste doit être fermée pendant la course. Il est permis de remonter les manches. Si un béret est porté, il doit s'agir soit du béret délivré avec l'uniforme, soit d'un béret civil (de couleur noire ou feldgrau, sans publicité).
- Sac à dos: un sac à dos de type militaire doit être porté, avec un fusil militaire. Le sac à dos pour homme pèse au moins 6,2 kg, celui pour femme au moins 5 kg. Pour les femmes, le port d'un fusil est facultatif. Le canon du fusil doit être visible. Les membres des forces armées étrangères et les civils peuvent emprunter un sac à dos conforme.
- Chaussures: toutes sortes de chaussures sont autorisées, pour autant qu'elles ne comportent ni crampons ou équivalents.